# Os Malucos do Riso
Os Malucos do Riso é uma bem-sucedida  sitcom da SIC. Foi emitida de 1 de Setembro de 1995 a 2010, em várias temporadas, e consiste na dramatização de anedotas populares referentes aos alentejanos, loiras, à mercearia, e muitas outras.
O sucesso desta série levou a que fossem criada outras versões, como Os Mini Malucos do Riso (2005), Os Malucos na Praia (2005), Os Malucos nas Arábias (2005), Malucos e Filhos, Os Malucos no Hospital e Os Malucos na Selva.
Entre 2019 e 2021, a SIC repetiu a série durante a madrugada.

## Sinopse
Encenação de anedotas. Gargalhadas, anedotas e boa disposição para toda a gente. O lema é nunca perder o humor nem um só episódio de Os Malucos do Riso. Todas as semanas sucedem-se mais e melhores anedotas para fazer rir o país inteiro. Os inúmeros cenários (mais de 350) não passam despercebidos: do manicómio ao paraíso, parando no quarto de hotel e seguindo para a prisão, quase tudo é permitido nesta fantástica série cheia de animação. Uma equipa de 20 actores foi escolhida a dedo para divertir os portugueses e fazer grandes encenações de humor a partir de mais de 3000 anedotas. Um programa para o divertir até à exaustão.

## Elenco
1995-1997
- Ruben Gomes
- Sérgio Esteves
- Emanuel Carronda
- Camacho Costa †
- Carla Andrino
- Delfina Cruz †
- Guilherme Leite
- Raquel Maria †
- Ildeberto Beirão
- Sílvia Rizzo
- Luís Aleluia †
- Carlos Areia
- Nuno Melo †
- Paulo Vasco

1999-2000
- José Raposo
- Carlos Areia
- Ildeberto Beirão
- Carla Andrino
- Delfina Cruz †
- Raquel Maria
- Fernando Gomes
- Fernando Ferrão
- Rui de Sá
- Luís Mascarenhas
- Joaquim Nicolau
- Pedro Pinheiro †
- João Maria Pinto
- Alina Vaz
- Joana Figueira
- Almeno Gonçalves
- António Melo
- Carlos Rodrigues†

2001-2004
- Orlando Costa † (2001-2002)
- Camacho Costa † (2001-2003)
- Luísa Barbosa † (2002-2003)
- Rui Luís † (2002)
- Pedro Pinheiro †
- António Melo
- Paula Marcelo
- Sandra B.
- João de Carvalho
- Margarida Reis (2001-2002)
- Margarida Carpinteiro
- Alexandra Leite
- Maria Tavares
- Alberto Quaresma
- Fernando Ferrão
- Edmundo Rosa
- Almeno Gonçalves
- Carlos Rodrigues
- Joaquim Nicolau
- Joaquim Guerreiro (2001-2002)
- João Rodrigo
- João Maria Pinto
- José Eduardo (2003-2004)
- Marina Albuquerque (2003-2004)
- Vítor Espadinha (2003-2004)
- Manuela Cassola †
- Sofia Nicholson (2003-2004)
- Raquel Loureiro (2003-2004)
- Carlos Vieira d' Almeida
- Fernando Gomes
- Carla Andrino (2002-2004)
- Raquel Henriques (2003-2005)

2005-2008 (inclui Malucos na Praia, na Selva, no Hospital e nas Arábias)
- Bárbara Parente
- Alda Gomes
- Carla Andrino
- Fernando Rocha
- Ana Cláudia
- Diogo Morgado
- Pêpê Rapazote
- Diogo Martins
- Victor Espadinha
- Duarte Victor
- Pedro Pinheiro †
- António Melo
- Paula Marcelo
- Sandra B.
- João de Carvalho
- Maria Tavares
- Alberto Quaresma
- Fernando Ferrão
- Carlos Rodrigues
- Joaquim Nicolau
- João Maria Pinto
- José Eduardo
- Vítor Espadinha
- Raquel Loureiro
- Carlos Vieira d' Almeida
- Marta Pereira
- Raquel Henriques (2005, 2008)
- Melânia Gomes
- Rosa Villa
- Liliana Queiroz
- Fátima Preto
- Andreia Rodrigues
- Gustavo Santos
- António Machado
- Pedro Alpiarça †
- Rafael Névoa
- Afonso Pimentel
- Manuel Moreira
- Hoji Fortuna
- Jorge Silva
- João Pedro Cary

† Actor falecido

## Ficha técnica
- Formato: Guilherme Leite; Jorge Marecos Duarte
- Adaptação de Textos: Guilherme Leite; Fernando Heitor
- Realização: Jorge Marecos Duarte
- Produção: Pedro Correia Martins
- Direcção Técnica: Duvídeo / SP Filmes (actual SP Televisão)
- Maquilhagem: Leonel Araújo

## Personagens e Frases Célebres
- Lello da Purificação, o cigano: "Ai, Sr. Doutor Juiz..."
- Os Alentejanos (Guilherme Leite e João de Carvalho): "Cabecinha pensadora!"; "Isto é que vai p'ra aqui uma açorda, hein?"
- Sr. André da mercearia (Camacho Costa): "[produto] importado directamente da Tailândia."; "Vossa excelência acabou de entrar no local certo, na hora exacta, no momento oportuno."; "O lema desta casa é «servir bem e bem servir dá saúde e faz sorrir.»"
- Senhor Barata da loja de Antiguidades (Fernando Gomes): "Bê e Bê, só no Bê.", "Bom e barato, só no Barata."
- Chefe da Esquadra de Polícia (Pedro Pinheiro): "Ai Costa! A vida, Costa..."
- Farmacêutica (Raquel Maria): "O seu receituário?"; "Quer um produto químico, natural, ou assim-assim?"
- Celso (António Melo) e Fannan (Fernando Ferrão): "Vai lá, vai! Até a barraca abana."
- GNR (Duarte Victor): "Ora vamos lá ver isto que ainda não está visto."
- Chefe de grupo terrorista (Victor Espadinha): "Se eu me enervo... Bum!"